# Sistema de colonização inca
O sistema de colonização inca era realizado através da conquista, pacificamente ou pelas armas, de novos territórios. Concluída a conquista, era realizada uma política planejada de transferência populacional. Os Incas desenvolveram a política dos mitimaes para garantir que não ocorressem questionamentos à sua autoridade.
Os habitantes de um território considerado hostil ou rebelde eram transferidos para regiões consolidadas leais ao Império e, em seu lugar, as populações leais ao Império eram transferidas para os territórios dos reassentados. Uma vez no local reassentado, os mitimaes recebiam terra para plantar cultivos e criar gado, bem como para construir casas. Ao fazer isso, a estrutura social e de produção original era reproduzida. Aqueles que tentaram retornar ao seu lugar de origem eram torturados e se tentassem uma segunda vez, a pessoa era executada. As elites reassentadas eram colocadas sob controle, promovendo-as a posições burocráticas para mantê-las dependentes do sistema e da ideologia imperial inca.